# Château de Neuenhof
Le château de Neuenhof (en allemand : Herrenhaus Neuenhof; en estonien: Uuemõisa mõis) est un château estonien situé dans la commune de Ridala dans la région de l'Ouest. Il faisait partie du temps du gouvernement d'Estland de la paroisse (Kirchspiel) de Roethel dans le district de Wiek.

## Historique

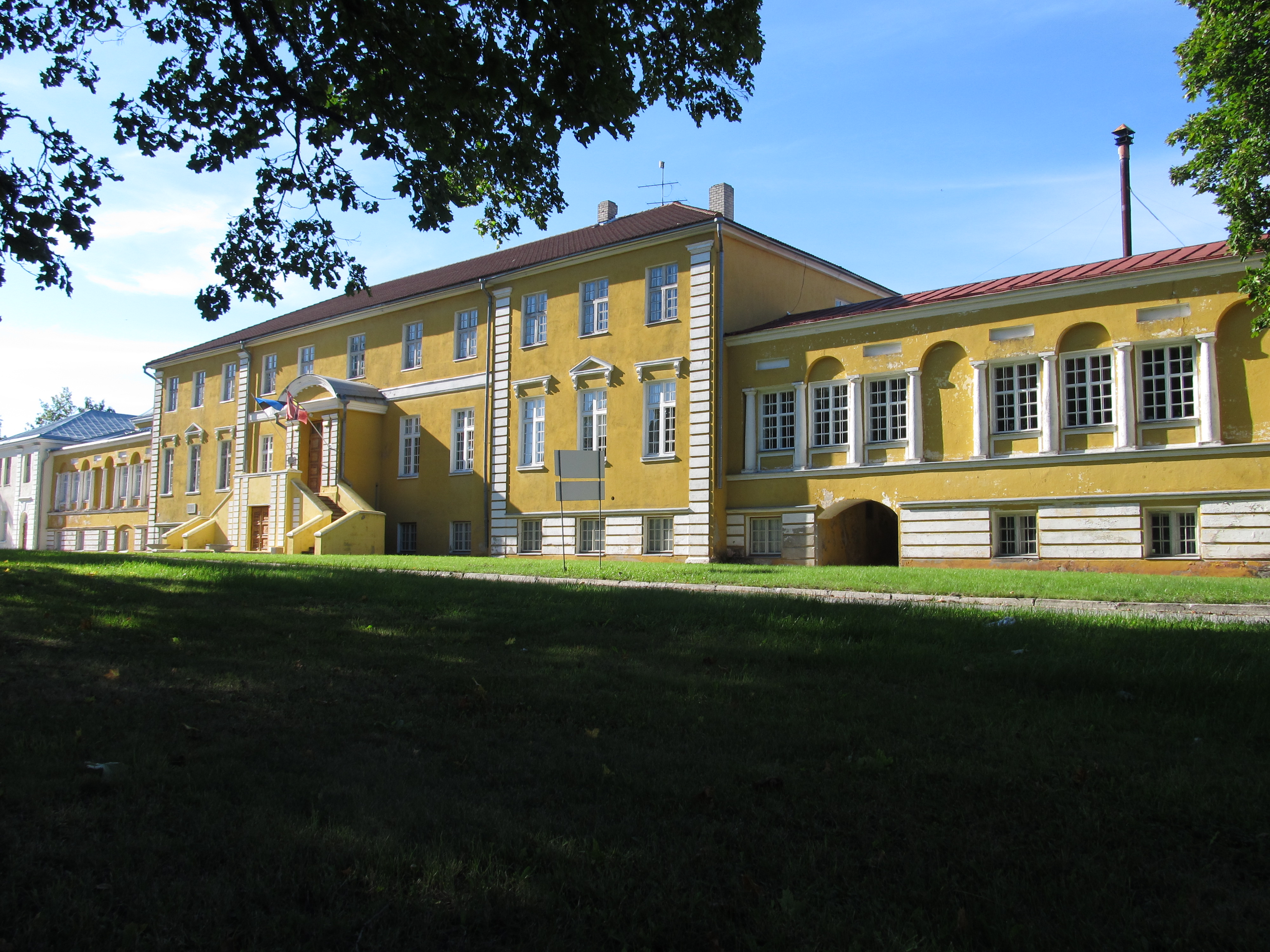
Façade d'honneur du château

Le domaine appartenait à l'évêque d'Ösel-Wiek, puis un domaine seigneurial a été formé en 1539, après la Réforme protestante. Il appartient ensuite à la famille De La Gardie qui fait bâtir un manoir au XVIIe siècle. Cette puissante famille suédoise le garde pendant plusieurs générations. C'est le prince Eugène Chakhovskoï qui fait construire le château actuel en 1833, avec sa longue façade constituée d'un corps de logis flanqué de deux ailes en prolongement.
Le domaine et son château ont été nationalisés en 1919, date des lois d'expropriations foncières de la nouvelle république estonienne. C'est depuis cette époque un établissement d'enseignement.